# 沙金特 (加利福尼亞州)
沙金特（英語：Sargent）是位於美國加利福尼亞州聖塔克拉拉縣的一個非建制地區。該地的面積和人口皆未知。

## 地理
沙金特的座標為37°55′10″N 121°32′49″W / 37.91944°N 121.54694°W，而該地的平均海拔高度為44米（即144英尺）。